# جامع التقوى (الأنبار)
جامع التقوى من مساجد العراق الحديثة، ويقع بالقرب من مركز شرطة سجاريه، في قضاء الرمادي في محافظة الأنبار، والجامع مستلم من قبل ديوان الوقف السني في العراق وحالتهُ مضبوطة، وتم بناؤهُ في عام 1422هـ/2001م، وتبلغ مساحتهُ 1200 م2، ويحتوي الحرم على مصلى مساحتهُ 1000م2 ويتسع لأكثر من 1000 مصل، ويرتفع سقفهُ حوالي ثمانية أمتار، ويحيط الحرم نوافذ كبيرة ذات تصميم حديث، وزينت جدرانهُ من الداخل بزخرفة ونقوش لآيات قرآنية، كما يحتوي على منبر ومحفل مصنوعان من الخشب الصاج، وتقام في المسجد صلاة الجمعة وصلاة العيدين والصلوات الخمس، ومقابل الحرم طارمة مسقفة ببناء عمراني حديث ومن حول الجامع حديقة واسعة، ومن ملحقات الجامع غرفتان وقاعة كبيرة.
وتقام في المسجد دورات لتحفيظ القرآن في العطلة الصيفية للطلاب حيث يخرج أكثر من مائة طالب سنوياً من مختلف الأعمار ويتم تحفيظهم أجزاء من القرآن بالإضافة لدروس الفقه الإسلامي.